# 시카고 스파이어
시카고 스파이어(영어: Chicago Spire)는 미국 일리노이주 시카고 시에 건설이 중단된 빌딩이다. 원래 포드햄 스파이어로 2005년 7월에 제안되었을 때 이 디자인은 116층에 달했으며 호텔과 콘도미니엄을 포함하고 방송용 안테나 마스트로 얹어졌다. 디자인은 스페인 건축가 산티아고 칼라트라바와 포드햄 컴퍼니의 시카고 개발자 크리스토퍼 칼리가 맡았다. 이 프로젝트의 선두 주자였다. 2006년 3월 16일, 시카고 계획위원회(Chicago Plan Commission)의 당일 회의에서 만장일치로 건물의 초기 설계가 통과되었다. 2014년 11월 4일 법원 판결은 9년 된 프로젝트에 대한 원래의 개발 계획과 연장된 소송을 종결시켰다. 개발자 개럿 켈러허는 그들이 첨탑을 건설하지 않을 것이라고 발표 프로젝트의 가장 큰 채권자, 관련 중서부에 건물의 위치를 통해 서명했다. 하지만 현재 이 부지에 610m 127층 높이의 게이트웨이 타워가 추진중이다.

## 같이 보기
- 마천루 목록
- 미국의 마천루 목록
- 100층 이상의 마천루 목록